# 尤光被
尤光被（1551年—1586年），字子輝，號鑒峰，福建福州府羅源縣人，軍籍，明朝政治人物，進士出身。

## 生平
萬曆元年（1573年）癸酉科福建鄉試第三十七名，后參加會試第六十一名。萬曆五年（1577年）登進士第二甲第十四名。歷任河南信陽州知州、南京戶部員外郎、南京戶部郎中等職。官至直隸和州知州，卒於任。

## 家族及關連
曾祖父尤紳、祖父尤嚴、父親尤仁策。母林氏。具庆下。兄光祖、光禄。弟光社。